# Peer exchange
La technique échange de pairs ou peer exchange (PEX) est une technique des réseaux Bittorrent qui, comme les trackers et le DHT, permet de découvrir de nouveaux pairs. La méthode consiste à récupérer des nouveaux pairs depuis un pair avec lequel le client échange des informations. Si cette technique permet d'améliorer les performances localement et de réduire la charge du tracker, elle a l'inconvénient - utilisée seule - de risquer de limiter les échanges à un réseau restreint de pairs qui s'échangent souvent des informations.